# Сєченов Іван Михайлович
Іва́н Миха́йлович Сє́ченов  (*1 серпня 1829, Теплий Стан, Симбірська губернія, Російська імперія — †2 листопада 1905, Москва, Російська імперія) — фізіолог, психолог і мислитель-матеріаліст, який започаткував фізіологічну школу.

## Біографічні відомості
Народився в селі Теплий Стан Симбірської губернії, в дворянській родині, де отримав початкову освіту. Навчався в Головному інженерному училищі у Санкт-Петербурзі, по закінченні якого 1848 року проходив військову службу в Києві. 1850 року вийшов у відставку.

## Наукова кар'єра
У 1851 р. вступив вільним слухачем до Московського університету на медичний факультет і з відзнакою закінчив його в 1856 р. «в ступені лікаря з відзнакою з наданням … права після захисту дисертації отримати диплом на ступінь доктора медицини». Потім протягом трьох з половиною років Сєченов вчився в Німеччині, займався не лише біологічними дисциплінами, але також фізикою та аналітичною хімією. За кордоном виникла тісна дружба Сєченова з С. П. Боткіним, Д. І. Менделєєвим, О. П. Бородіним, художником А.Івановим.
На початку 1860 Сєченов приїхав до Петербурга, захистив дисертацію на ступінь доктора медичних наук. Він почав читати лекції в Медико-хірургічній академії: у березні — курс «тваринного магнетизму», а з осені — повний курс фізіології. Сєченовська лабораторія стала в ті роки центром досліджень в області не лише фізіології, але і токсикології, фармакології, клінічної медицини. У 1870 р. Сєченов вийшов у відставку і був обраний професором кафедри фізіології в Новоросійському університеті  (сьогодні — Одеський національний університет імені І. І. Мечникова). в Одесі. З 1876 по 1889 р. він обіймав кафедру фізіології в Петербурзькому університеті. З 1876 по 1901 р. викладав в Московському університеті спочатку як доцент, а з 1891 р. — як професор.

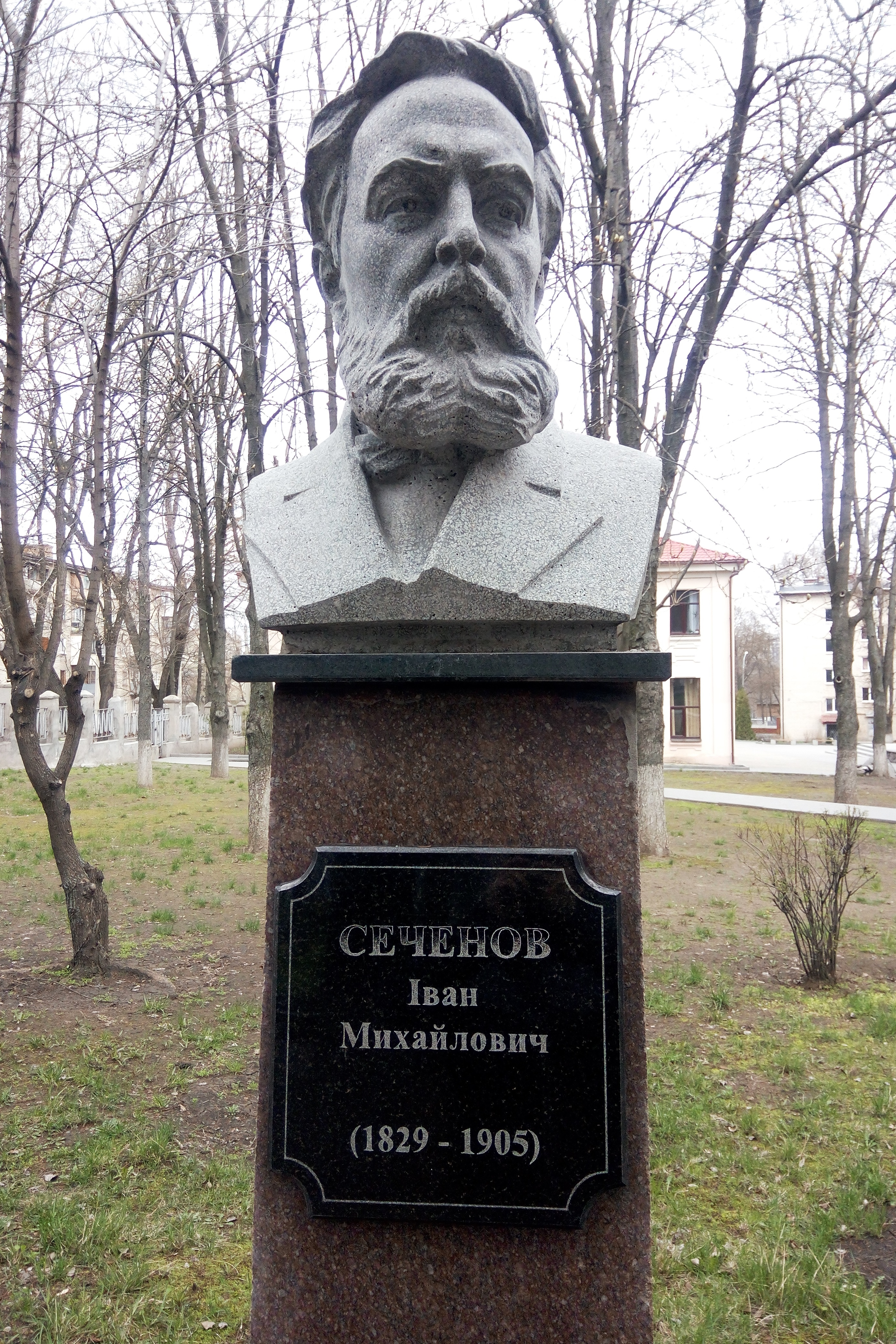
Погруддя І. М. Сєченова на Алеї вчених медичної академії в Дніпрі

Ще в «Тезах», що передували докторській дисертації, Сєченов висунув положення про своєрідність рефлексів, центри яких знаходяться в головному мозку, і ряд ідей, що сприяли подальшому вивченню їм головного мозку. У 1862 р. в паризькій лабораторії К.Бернара Сєченов експериментально перевірив гіпотезу про вплив центрів головного мозку на рухову активність (феномен центрального гальмування, описаний ним у 1863 р., був названий «сеченівськім гальмуванням»). Повернувшись до Росії у травні 1863 р., він за пропозицією М. А. Некрасова написав для «Современника» статтю під назвою «Спроба ввести фізіологічні основи в психічні процеси». Цензура наклала заборону на публікацію, угледівши негожість в назві і «пропаганду матеріалізму» у тексті. Того ж року ця робота під назвою «Рефлекси головного мозку» була надрукована в «Медичному віснику», а в 1866 р. вийшла окремим виданням. За висловом І. П. Павлова, це була «справді для того часу надзвичайна спроба … уявити собі наш суб'єктивний світ чисто фізіологічно». З цієї роботи почалася ера об'єктивної психології.
У 1890-ті роки Сєченов звертається до проблем психофізіології і теорії пізнання. Курс лекцій, прочитаний ним у Московському університеті, ліг в основу «Фізіології нервових центрів» (1891). У цій роботі вчений аналізував весь спектр різних нервових явищ, від несвідомих реакцій у тварин до вищих форм сприйняття у людини. Важливим напрямком його наукової діяльності стали також роботи з питань фізіології газообміну, дихальної функції крові, складу легеневого повітря.
Розроблена Сєченовим теорія психічної регуляції випередила теорію рефлекторного кільця

## Основні публікації
- Рефлексы головного мозга. 1863.
- Физиология нервной системы. 1866.
- О поглощении СО2 растворами солей и сильными кислотами. 1888.
- Физиология нервных центров. 1891.
- О щелочах крови и лимфы. 1893.
- Физиологические критерии для установки длительности рабочего дня. 1895.
- Прибор для быстрого и точного анализа газов. 1896.
- Портативный дыхательный аппарат. 1900, совместно с М. Н. Шатерниковым.
- Очерк рабочих движений человека. 1901.
- Предметная мысль и действительность. 1902.
- Элементы мысли. 1879.
- Автобиографические записки. 1904.